# Наша независимость
Наша независимость (арм. Մեր անկախությունը) — историко-философский трактат  Левона Шанта, написанный им в 1925 году и посвящённый истории и будущему политического развития Армении.
Произведение было написано в 1922—1923 годах. Впервые книга была опубликована в 1925 году в журнале «Айреник» в Бостоне, США. В 2011 году была впервые опубликована в Армении.

## Содержание
Автор аргументированное и в системном виде представляет политическое развитие Армении, анализирует причины неудач и представляет возможные сценарии развития событий в будущем. Национальное, культурное и экономическое развитие Армении и армянства автор обуславливает только лишь наличием и укреплением собственной политической независимости. Единственным направлением для достижения независимости автор считает опору на собственные силы. Обобщая представления о независимости автор делает однозначный вывод о том, что «вся история Армении представляет из себя борьбу армянского народа за независимость».
В своей работе Левон Шант проводит разграничение между европейскими и азиатскими народами, связывая их основные особенности, привычки, ценности с географическим положением:

Европа и Азия, то есть вода и суша, движение и дрём, прогресс и консервативный дух, индивидуальное усилие и авторитет, демократия и тирания, человеческая гордость и «пыль твоих ног».
Оригинальный текст (арм.)Եվրոպա ու Ասիա, այսինքն ծով ու զամաք, շարժում ու թմբիր, յառաջադիմություն ու պահպանողական ոգի, անհատական ճիգ ու հեղինակութիւն, դեմոկրատիզմ ու բռնակալութիւն, մարդկային հպարտութիւն ու «քու ոտքիդ փոշին»:

Шант анализирует противоположные интересы Англии и России. Отдельное внимание автор уделяет Турции, проводя различие между «старым» и «новым» турецким народом, последователями панисламизма и пантюркизма. Шант также вкратце описывает образование армянского народа, представляя христианскую религию в качестве средства самозащиты, а также в качестве управленческого класса отделяя армянскую аристократию, духовенство и интеллигенцию. Представляет варианты политической перспективы для Армении, Турции, Англии, России, Франции, Германии и также для  других небольших стран наподобие Грузии и Азербайджана и др. В отношении Армении и армян автор пишет, что благодаря западной религии и духу Армения прошла сквозь тысячелетие тысячелетие и приходит к однозначному выводу, что рано или поздно снова достигнет политической независимости.

## Структура
Книга состоит из семи частей, каждая из которых делится на главы и подглавы, а также из послесловия, а именно:

### Часть 1. Столкновение воль
- I Национальные стремления
- II Дух времени и общественное мнение
- III Международный стол
- IV Случай
- V Конфликт воль

### Часть 2. Дух времени

#### А. Восток и Запад
- I. Азия и восточная цивилизация
- II. Европа и западная цивилизация

#### Б. Вековая борьба азиатской и европейской цивилизаций
- I. Два первых тысячелетия
- II. Второе или мусульманское тысячелетие
- III. Новая западная эпоха

#### Գ. Направление современной цивилизации
- I. Характеризующие её черты
- II. Суверенизация и сотрудничество наций

### Часть 3. Ближний Восток

#### А. Противоположные стремления Англии и России
- I. Юг Азии и Англия
- II. Россия и русский дух
- III. Россия на Ближнем Востоке
- IV. Позиция других заинтересованных государств

#### Б. Стремление Турции
- I. Подъём и упадок Османской империи
- II. «Молодая Турция»
- III. Господствующая в современной Турции психология
- IV. Точка зрения старых турок
- V. Точка зрения новых турок
- VI. Панисламизм и пантюркизм
- VII. «Распад» России и «поддержка» Англии
- VIII. Дух времени против пан-движений
- IX. «Хотя бы одна часть»